# Chatham (New Brunswick)
Chatham ist ein Stadtteil der Stadt Miramichi im nordöstlichen New Brunswick in Kanada. Vor der kommunalen Zusammenlegung war Chatham eine rechtsfähige Stadt und hatte etwa 6000 Einwohner. Am 1. Januar 1995 wurde Chatham trotz des Widerstandes großer Bevölkerungsteile zusammen mit Newcastle, Douglastown, Logieville, Nelson sowie einiger kleinerer Gemeinden zur „City of Miramichi“ vereinigt. Die Centenial Bridge über den Miramichi River verbindet Chatham mit Douglastown. Die 1967 gebaute Brücke ersetzt den bis dahin während eisfreier Zeiten durchgeführten Fährverkehr.

## Geografie
Chatham liegt im Northumberland County am südlichen Ufer des an dieser Stelle ca. 1,5 Kilometer breiten Miramichi Rivers, unmittelbar vor dessen Erweiterung zur Miramichi Bay und ca. 35 Kilometer vor dessen Mündung in den Sankt-Lorenz-Golf, der dann in den Atlantischen Ozean fließt. Fredericton, die Provinzhauptstadt von New Brunswick befindet sich in einer Entfernung von rund 140 Kilometern im Südwesten.

## Geschichte
Das Gebiet am Miramichi River wurde schon vor hunderten von Jahren von den Mi'kmaqindianern bewohnt, die wegen des Reichtums an Lachsen im Fluss gute Lebensbedingungen vorfanden. 1765 erlitt der britische Truppentransporter „Pitt“, der nach William Pitt, 1. Earl of Chatham benannt war, im Sankt-Lorenz-Golf Schiffbruch. Einem ans Ufer des Miramichi-Rivers gespülten Beiboot namens „Chatham“ verdankt die Stadt ihren Namen. Sie wuchs langsam durch Einwanderer, die überwiegend aus Schottland und Irland kamen. Wegen der Lage am Fluss und dem Waldreichtum in der Umgebung entwickelte sich hauptsächlich eine Fischerei- und Forstwirtschaft mit angeschlossener Holzstoffindustrie und Sägewerken. Außerdem gab es Aktivitäten im Schiffbau.

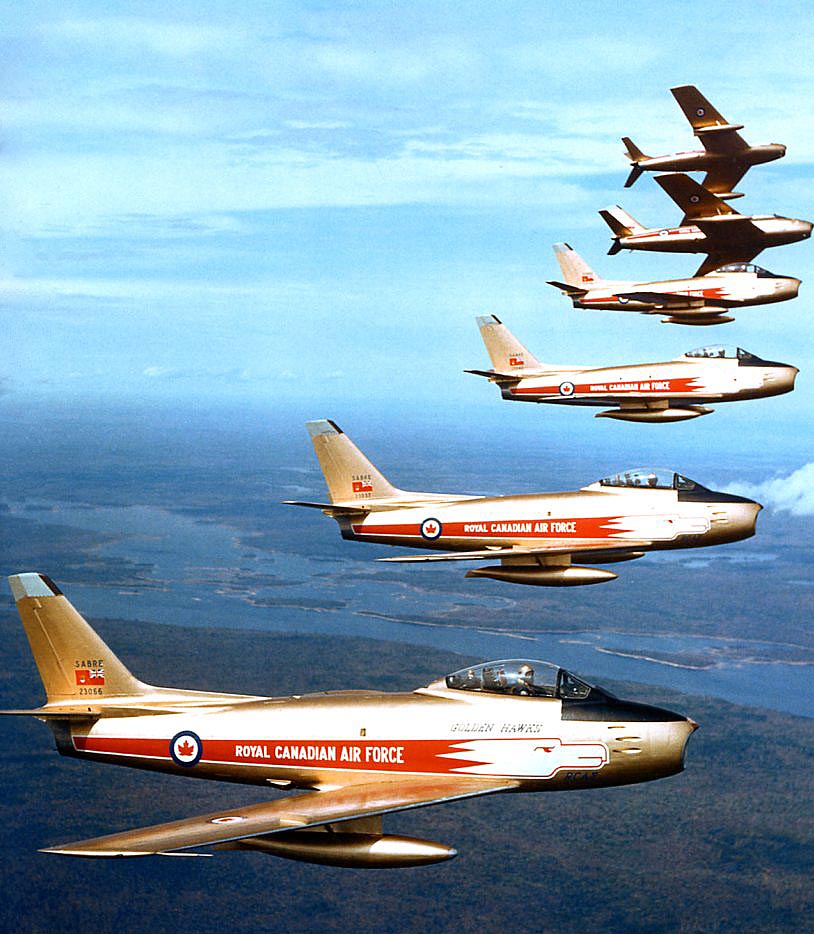
Snowbirds

Am 1. August 1876 wurde die Eisenbahngesellschaft Chatham Railroad of New Brunswick gegründet. Wirtschaftliche Impulse erhielt die Stadt auch durch die zeitweilige Anwesenheit des Politikers Lord Beaverbrook und des Schiffbauers Joseph Cunard. Das Stadtrecht wurde 1896 verliehen. Nach dem Zweiten Weltkrieg wurde am Flughafen von Chatham auch eine militärische Flugeinheit stationiert. Die Basis erhielt 1968 den Namen „CFB (Canadian Forces Base) Chatham“ und hatte auch die Aufgabe mit CF-101 Voodoo-Abfangjägern, der für Kanada gefertigten McDonnell F-101 Voodoo Flugzeuge, eventuell in den kanadischen Luftraum eindringende Flugzeuge feindlicher Staaten unschädlich zu machen. Sie stand unter dem Kommando des NORAD. Außerdem wurden dort die „Golden Hawks“, ein akrobatisches Team für Flugshows stationiert. Sie sind auch unter dem Namen Snowbirds oder „431 Air Demonstration Squadron“ bekannt und sind die Kunstflugstaffel der Royal Canadian Air Force. Der wirtschaftliche Abschwung Chathams begann mit der Verlagerung der St. Thomas University nach Fredericton, der Aufgabe der Krankenpflegeschule, der Stilllegung eines Wirbelschichtkraftwerks und der Schließung der CFB-Basis. Zur wirtschaftlichen Stärkung der Region wurde Chatham schließlich 1995 zusammen mit den eingangs genannten Kleinstädten in die neue Stadt Miramichi integriert.

## Sehenswürdigkeiten und Festivals

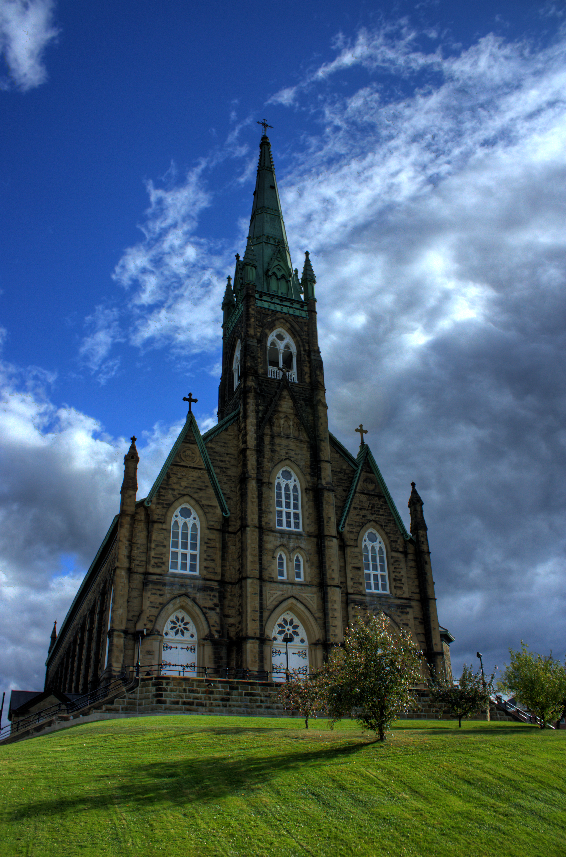
St. Michael’s Basilica

Als Wahrzeichen von Chatham gilt die Basilika St. Michael, die von 1903 bis 1921 im neugotischen Stil errichtet wurde. Sie ist auch Mittelpunkt der Einwohner, die überwiegend dem katholischen Glauben angehören.
Chatham ist wegen der großen Anzahl der Einwohner, die irischer Abstammung sind, für das jährlich stattfindende „Irish Festival“ bekannt. Man nennt Chatham deshalb zuweilen auch „Irish Capital of Canada“.

## Sprache
Die vorherrschende Sprache in Chatham ist Englisch und wird von ca. 90 % der Bevölkerung gesprochen. Etwa 9 % sprechen Französisch sowie 1 % andere Sprachen.

## Persönlichkeiten

### Geboren in der Gemeinde
- Patrick William Riordan (1841–1914), Erzbischof von San Francisco
- Frederick H. Blair (1874–1939), Musiker und Musikpädagoge
- Lenah Higbee (1874–1941), Superintendent des Navy Nurse Corps
- James William McBain (1882–1953), Chemiker
- Frank Synott (1889–1945), Eishockeyspieler
- James Leonard Doyle (1929–2004), Bischof von Peterborough
- Joseph Edward Troy (1931–2023), römisch-katholischer Bischof von Saint John
- Greg Malone (* 1956), Eishockeyspieler und -scout
- Kevin Vickers (* 1956), Politiker, Diplomat und Polizist

### Personen mit Beziehung zur Gemeinde
- Frank McKenna (* 1948), war als Politiker und Rechtsanwalt hier tätig